# Bubikerhaus

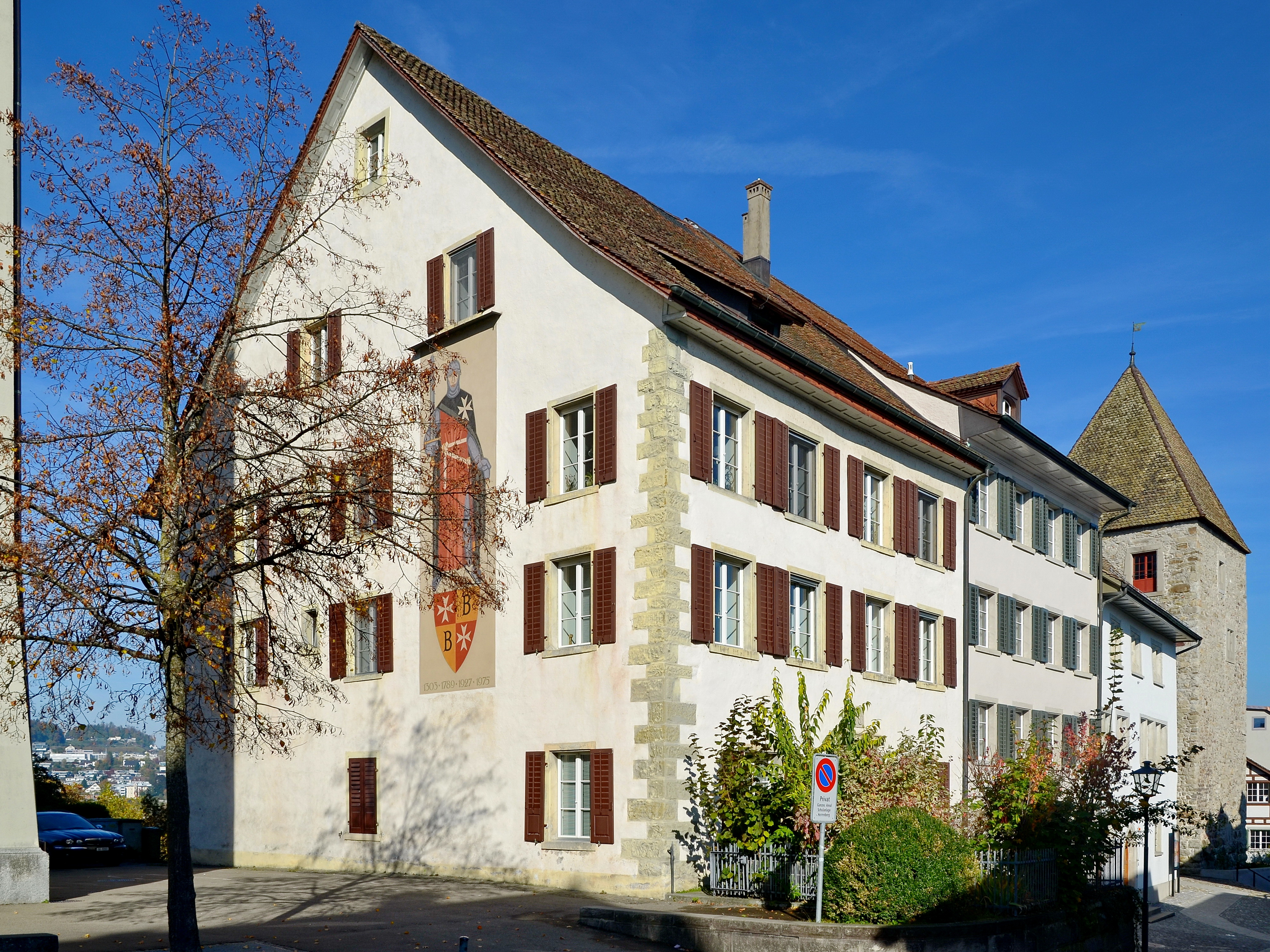
Das Bubikerhaus in Rapperswil, im Hintergrund das Stadtmuseum Rapperswil-Jona

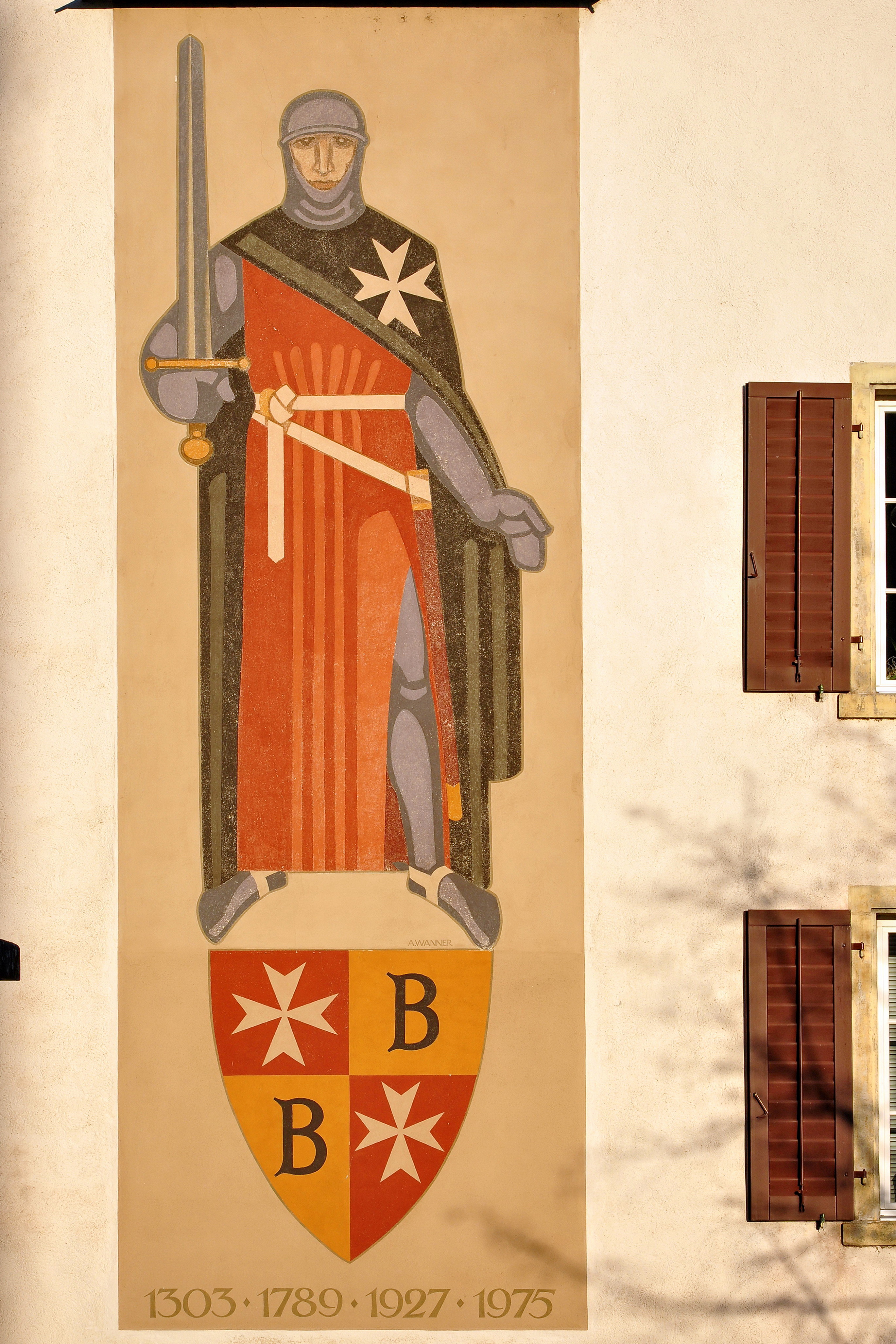
Fresko an der Westseite

Bubikerhaus (oder auch Bubikonerhaus) ist der Name der Liegenschaft Herrenberg 44 in Rapperswil, einem Ortsteil der Schweizer Gemeinde Rapperswil-Jona im Kanton St. Gallen.

## Lage
Das Bubikerhaus befindet sich am oberen Ende des Herrenbergs in Rapperswil, westlich vom Engelplatz und östlich des Lindenhofs, in direkter Nachbarschaft der Breny-Liegenschaft beziehungsweise des Stadtmuseums in der Altstadt von Rapperswil.

## Baugeschichte
Das Gebäude könnte bereits in der zweiten Hälfte des 13. Jahrhunderts entstanden sein und wurde vermutlich als Verstärkung der nordöstlichen Stadtbefestigung geplant. Erstmals erwähnt wird das Haus auf dem Herrenberg in einer Urkunde vom 11. Februar 1303, «an dem Mentage vor sant Walentinstage» zwecks Bestätigung des Burgrechts der Johanniterkommende Bubikon. Gräfin Elisabeth von Rapperswil, «Heinrich der Amman, Schultheiss von Rapperswil, Cunrat der Truchseze, Peter und Werenher von Ranbach, Jo. Ganlunstein, R. von Hasele, H. Ekol, Ul. Sneph, Berchtolt der Löwe und der Rat von Rapperswil beurkunden, dass die Johanniter von Bubikon als freie Bürger von Rapperswil gehalten werden, obwohl sie ihr Haus auf dem Herrenberg in Rapperswil an Heinrich Amman und seine Ehefrau Gierinun verliehen haben.» Hausbesitz war gemäss dieser Urkunde Voraussetzung für das Bürgerrecht von Rapperswil, zudem musste das Haus vom Bürger bewohnt werden.
Die Westseite des dreistöckigen Gebäudes, gegenüber dem Primarschulhaus Herrenberg, schmückt ein Fresko eines Johanniters. Die anlässlich der Erneuerung im Jahr 1927 entstandene Malerei mit dem Wappen der Kommende weist auf den einstigen Zweck hin: Bis 1798 diente das Gebäude als Amthaus der Johanniter-Kommende in Bubikon; heute ist es ein Wohnhaus.
Die Liegenschaft steht unter Denkmalschutz und wurde 1927, 1975 und 2024 erneuert.